# Strzelanina w kościele w Sutherland Springs
Strzelanina w kościele baptystów w Sutherland Springs – strzelanina, do której doszło 5 listopada 2017 roku w kościele baptystów, w miejscowości Sutherland Springs, w stanie Teksas. Sprawca, 26-letni Devin Patrick Kelley wszedł do kościoła około pół godziny po rozpoczęciu nabożeństwa o godz. 11:00, uzbrojony w karabin Ruger AR, i zaczął strzelać. Zginęło 26 osób, a 20 zostało rannych.

## Przebieg
Sprawca podjechał pod kościół swoim białym Fordem Explorerem krótko po godzinie 11:00 czasu lokalnego. O 11:20 wysiadł z niego, uzbrojony w karabin, i zaczął iść w kierunku budynku kościoła. Według świadków był ubrany w czarny kombinezon taktyczny i nosił na sobie kamizelkę kuloodporną. Po prawej stronie od głównego wejścia do kościoła zastrzelił dwie osoby. Następnie wszedł do wnętrza kościoła. Chwilę po wejściu sprawca krzyknął: Wszyscy giniecie, sku*wysyny!, po czym otworzył ogień do modlących się wiernych. Sprawca wystrzelił ponad 700 razy wewnątrz kościoła. Kościół, w którym doszło do strzelaniny, co niedzielę publikował nabożeństwa w internecie za pomocą kamery. W dniu ataku kamera również była włączona i zarejestrowała ona masakrę. Po około 11-minutowej strzelaninie, sprawca wyszedł z kościoła żeby przeładować broń, a wówczas został dwukrotnie postrzelony przed jednego z mieszkańców, uzbrojonego w broń Stephena Willeforda.
Napastnik zginął ścigany przez dwóch świadków zdarzenia. Jeden z nich – Stephen Willeford – gdy usłyszał strzały w pobliskim kościele, chwycił legalnie posiadaną przez siebie broń i ruszył na pomoc. Pomiędzy mężczyznami wywiązała się strzelanina. W jej trakcie napastnik porzucił trzymaną broń, uciekł z kościoła, wsiadł do samochodu i zaczął uciekać. Willeford z bronią w ręku ruszył w pościg za mordercą samochodem prowadzonym przez innego członka lokalnej społeczności. Morderca wypadł z drogi w mieście New Berlin, 20 kilometrów od miejsca strzelaniny. Przybyli na miejsce policjanci stwierdzili zgon Kelleya.

## Sprawca
Sprawcą masakry był 26-letni Devin Patrick Kelley (ur. 21 lutego 1991), mieszkaniec New Braunfels z problemami psychicznymi. Kelley był członkiem neonazistowskiej organizacji terrorystycznej Atomwaffen Division, podczas ataku nosił czarną maskę z białymi trupimi zębami, która jest znakiem rozpoznawczym jej członków, ale sam atak nie miał najprawdopodobniej podłoża terrorystycznego. W szkole średniej jako nastolatek był uważany za wyrzutka. Kelley był dwukrotnie żonaty, w trakcie trwania obu związków stosował przemoc fizyczną i psychiczną wobec swoich żon i członków rodziny, miał także skatować swojego przybranego syna i znęcać się nad swoim psem. Kelley był dawniej żołnierzem sił powietrznych, ale został z nich wydalony w 2014 roku. Napastnik zakupił legalnie broń użytą podczas ataku. Motywy zbrodni nie są znane.

## Ofiary strzelaniny
1. Keith Braden (lat 62)
2. Robert Corrigan (lat 51)
3. Shani Corrigan (lat 51)
4. Emily Garcia (lat 7)
5. Emily Hill (lat 11)
6. Gregory Hill (lat 13)
7. Megan Hill (lat 8)
8. Carlin Holcombe (nienarodzone dziecko)
9. Crystal Holcombe (lat 36)
10. John Holcombe (lat 60)
11. Karla Holcombe (lat 58)
12. Marc Holcombe (lat 36)
13. Noah Holcombe (1,5 roku)
14. Sara Johnson (lat 68)
15. Dennis Johnson (lat 77)
16. Devin Kelley (lat 26)
17. Haley Krueger (lat 16)
18. Karen Marshall (lat 56)
19. Robert Marshall (lat 56)
20. Tara McNulty (lat 33)
21. Annabelle Pomeroy (lat 14)
22. Ricardo Rodriguez (lat 64)
23. Therese Rodriguez (lat 66)
24. Brooke Ward (lat 5)
25. Joann Ward (lat 30)
26. Peggy Lynn Warden (lat 56)
27. Lula White (lat 71)